# حروب تشيكاساو
حروب تشيكاساو هي سلسلة من الحروب التي وقعت خلال القرن الثامن عشر بين قبيلة تشيكاساو وحلفائها البريطانيين من جهة، والفرنسيين وقبيلة تشوكتاو واتحاد إلينوي من جهة أخرى. توسعت لويزيانا الفرنسية من إلينوي لتصل حدودها إلى نيو أورلينز، وحارب الفرنسيون لحماية وسائل الاتصال الخاصة بهم على طول نهر المسيسسيبي. استوطنت قبيلة تشيكاساو شمال المسيسيبي وغرب تينيسي، لكنها عبرت نحو الجانب الفرنسي. استطاعت قبيلة تشيكاساو الحفاظ على مناطقها بفضل تقدّم البريطانيين، ولاحقًا الولايات المتحدة، في نهاية المطاف. انتهت الحروب بتنازل الفرنسيين عن فرنسا الجديدة لبريطانيا عام 1763 وفقًا لأحكام معاهدة باريس.

## هجمات قبيلة التشوكتاو
صمّم جان بابتيست لو موين دو بيانفيل، وهو حاكم لويزيانا ومؤسس نيو أورلينز، على إيقاف تجارة قبيلة تشيكاساو مع البريطانيين. فتمكن عام 1721 من تحريض التشوكتاو، فأغار هؤلاء على قرى التشكاساو، ونصبوا الكمائن للقطارات على طريق التجارة المؤدي لتشارلستون في ساوث كارولاينا. ردًا على ذلك، أعاد التشيكاساو تجميع قراهم لتصبح أكثر تراصًا ويسهل الدفاع عنها، ووثقوا علاقاتهم مع البريطانيين، مصدر الأسلحة والبنادق، عبر تأسيس مستعمرة في سافانا تاون في ساوث كارولاينا، وذلك عام 1723. جمّد التشيكاساو حركة البضائع والتجارة على طول نهر المسيسيبي عن طريق احتلال جرف تشيكاساو الواقع قرب مدينة ممفيس حاليًا، وساوموا قبيلة التشوكتاو للتوصل إلى سلام معها. استُدعي بيانفيل إلى فرنسا عام 1722.
نجح الفرنسيون في الأعوام اللاحقة، وعلى فترات متقطعة، في إشعال فتيل الصراع بين القبائل الهندية. فعادت قبيلة التشوكتاو إلى تكتيكاتها السابقة المتمثلة بالضرب والهرب، ونصب الكمائن لفرق الصيد، وقتل أحصنة التجار، وتخريب الأراضي الزراعية بعد استغلال تفوق أفرادها العددي لدحر قبائل التشيكاساو نحو حصونهم، وقتل مبعوثي السلام، وإيصال الأمور إلى مستوى متأزم في أواخر ثلاثينيات القرن الثامن عشر، وأوائل أربعينيات القرن الثامن عشر بشكل خاص. بعد كبوة ناجمة عن صراع داخل قبيلة التشوكتاو، استكمل هؤلاء اعتداءاتهم خلال خمسينيات القرن الثامن عشر. ظلت قبيلة تشيكاساو عصية على التشوكتاو، لكن وضع تشيكاساو حينها أجبرها على الالتصاق بحليفها البريطاني بشكل أكبر.
في عام 1734، عاد بيانفيل إلى لويزيانا، وشنّ حملات كبرى ضد التشيكاساو على شاكلة الحملات الأوروبية.

## حملة عام 1736
جمع بيانفيل كتيبة في موبيل قادها عبر حصن تومبيكبي على طول نهر تومبيغبي (نهر موبيل)، وسعى بيانفيل إلى الالتحام مع كتيبة شمالية قادمة من حصن دو شارتي بقيادة بيير دارتاغوي.
في الخامس والعشرين من شهر مارس عام 1736، لاقى خليط من الفرنسيين وحلفائهم اتحاد إلينوي تحت قيادة الزعيم تشيكاغو إخفاقًا كبيرًا عندما هاجموا قرية أوغولا تشيتوكا قرب نورثويست توبيلو في مسيسيبي حاليًا. سُحق الفرنسيون وقُتل دارتاغوي.
لم يكن بيانفيل على دراية بمقتل دارتاغوي. في السادس والعشرين من شهر مارس عام 1736، اضطر بيانفيل وجيشه المؤلف من 1200 فرد (فرنسيون ومن قبيلة تشوكتاو) إلى التراجع إثر هجوم على قرية أكيا المحصنة التابعة لقبيلة تشيكاساو، والتي تقع جنوب توبيلو حاليًا. عاد بيانفيل ذليلًا إلى موبيل ونيو أورلينز.

## حملة عام 1739
وصلت تعليمات إلى بيانفيل تطالبه بالمحاولة مجددًا، فحصل هذه المرة على معدات حصار ثقيلة، وجمع قواته في حصن فورت دو لاسومبسيون الواقع على جرف تشيكاساو الرابع (مدينة ممفيس في ولاية تينيسي حاليًا) على بعد 193 كلم تقريبًا (120 ميل) شرقي قرى قبيلة تشيكاساو. انخفض تعداد جيش بيانفيل جراء الأمراض، وأصبح بيانفيل غير قادرٍ على نقل مدفعياته عبر البراري. عقب شهر من التأخير، تقبّل بيانفيل الوضع بدون اللجوء إلى صراع مسلح.